# Alfonso Fanjul
Alfonso Fanjul Fernández (Pamplona, Navarra, 24 de junio de 1946) es un exfutbolista y exentrenador español que jugaba de centrocampista.

## Clubes

### Como jugador
| Club                   | País   | Año       |
| ---------------------- | ------ | --------- |
| C. A. Osasuna          | España | 1965-1970 |
| Real Sporting de Gijón | España | 1970-1978 |

### Como entrenador
| Club                   | País   | Año       |
| ---------------------- | ------ | --------- |
| C. A. Osasuna Promesas | España | 1983-1985 |
| C. D. Tudelano         | España | 1991-1992 |